# Plymouth (Karolina Północna)
Plymouth – miasto we wschodniej części Stanów Zjednoczonych, w stanie Karolina Północna. Ma 4107 mieszkańców (dane z 2000).  Jest siedzibą hrabstwa Washington.
Założone w 1787. Podczas wojny secesyjnej miasto miało silny związek z działaniami jednego z najsłynniejszych okrętów wojny, konfederackiego okrętu pancernego CSS Albemarle.